# Элстон, Рафер
Рафер Джамел Элстон (англ. Rafer Jamel Alston; родился 24 июля 1976 года в Квинсе, Нью-Йорк) — американский профессиональный баскетболист. Играл на позиции разыгрывающего защитника. До прихода в НБА был широко известен в стритболе под именем Skip to My Lou (Skip to My Lou - популярная детская песня в США). Два года учился в общественном колледже Фресно и колледже Вентуры, а также год в Университете штата Калифорния во Фресно. Был выбран на драфте НБА 1998 года под 39-м номером командой «Милуоки Бакс». Также выступал за команды «Торонто Рэпторс», «Хьюстон Рокетс», «Орландо Мэджик», «Нью-Джерси Нетс» и «Майами Хит».

## Биография
Элстон с ранних лет занимался баскетболом, играл на уличных площадках Квинса, был легендой среди игроков в уличный баскетбол.

### Милуоки Бакс
В НБА Рафер играет с 2000 года, когда подписал свой первый контракт с клубом «Милуоки Бакс», выбравшем его на драфте. За три сезона в Милуоки Элстон большую часть времени провёл на скамейке запасных, дважды, в 2002 и 2003 годах, его направляли на стажировку в клубы младших лиг: «Айдахо Стэмпид» и «Мобил Ревелерс».

### «Голден Стэйт Уорриорз»
Летом 2002 года Элстон стал свободным агентом и в сентябре присоединился к «Голден Стэйт Уорриорз», но после предсезонных игр его отчислили из команды.

### Торонто Рэпторс
В январе 2003 года, в разгар сезона, Элстон присоединился к «Торонто Рэпторс» и показал себя довольно неплохо в оставшихся матчах сезона. В сезоне 2004/2005 Элстон вернулся в «Торонто Рэпторс» и стал основным разыгрывающим команды.

### Хьюстон Рокетс
4 октября 2005 года Элстон был обменян на защитника Майка Джеймса в «Хьюстон Рокетс», которых на тот момент возглавлял брат Стэна Ван Ганди, Джефф. В сезоне 2006/2007 Элстон стал основным разыгрывающим команды, окончив сезон со средними показателями 13,3 очка, 3,4 подбора, 5,4 передачи и 1,6 перехвата за игру. Он завершил сезон 9-м по количеству перехватов, 4-м по количеству реализованных трёхочковых бросков и 23-м по количеству передач. В Хьюстоне три с половиной сезона Элстон был основным разыгрывающим. 12 ноября 2008 Элстон был оштрафован клубом и провёл две игры без зарплаты за участие в драке с Мэттом Барнсом и Стивом Нэшем.

### Майами Хит
Летом 2003 года он как свободный агент перешёл в команду «Майами Хит», в составе которой под руководством Стэна Ван Ганди провёл удачный сезон — 82 сыгранных матча, из них 28 в стартовой пятёрке, 10.2 очка и 4.5 передачи в среднем за игру.

### Орландо Мэджик
19 февраля 2009 года Элстона обменяли в «Орландо Мэджик» в результате трёхсторонней сделки с участием «Мемфис Гриззлис». В «Мэджик», потерявшими накануне из-за травмы до конца сезона своего основного разыгрывающего Джамира Нельсона, Рафер вновь оказался под началом Стэна Ван Ганди, тренировавшего его один сезон в Майами.

### Нью-Джерси Нетс
25 июня 2009 года «Орландо Мэджик» обменяли Элстона, Кортни Ли и Тони Баттье в «Нью-Джерси Нетс» на Винса Картера и Райана Андерсона. 5 января 2010 года «Нетс» выкупили контракт Элстона.

### Возвращение в «Майами Хит»
7 января 2010 года Элстон подписал контракт до конца сезона 2009/2010 со своим бывшим клубом, «Майами Хит». 6 марта 2010 года Элстон был исключён из команды «Майами Хит» за пропуск тренировки и игры регулярного сезона без уважительной причины.

### Чжэцзян Лайонс
26 января 2011 года Элстон подписал контракт до конца сезона с китайским клубом «Чжэцзян Лайонс». В конце февраля он вернулся в США на похороны друга, после чего, ссылаясь на травму, не стал возвращаться в Китай, однако в клубе посчитали, что баскетболист симулирует травму и не собирается возвращаться в команду. В мае 2011 года Элстон был назначен баскетбольным тренером и спортивным директором христианской школы в Техасе.

## Статистика

### Статистика в НБА
| Сезон                                                                                    | Команда    | Регулярный сезон | Регулярный сезон | Регулярный сезон | Регулярный сезон | Регулярный сезон | Регулярный сезон | Регулярный сезон | Регулярный сезон | Регулярный сезон | Регулярный сезон | Регулярный сезон | Серия плей-офф | Серия плей-офф | Серия плей-офф | Серия плей-офф | Серия плей-офф | Серия плей-офф | Серия плей-офф | Серия плей-офф | Серия плей-офф | Серия плей-офф | Серия плей-офф |
| Сезон                                                                                    | Команда    | GP               | GS               | MPG              | FG%              | 3P%              | FT%              | RPG              | APG              | SPG              | BPG              | PPG              | GP             | GS             | MPG            | FG%            | 3P%            | FT%            | RPG            | APG            | SPG            | BPG            | PPG            |
| ---------------------------------------------------------------------------------------- | ---------- | ---------------- | ---------------- | ---------------- | ---------------- | ---------------- | ---------------- | ---------------- | ---------------- | ---------------- | ---------------- | ---------------- | -------------- | -------------- | -------------- | -------------- | -------------- | -------------- | -------------- | -------------- | -------------- | -------------- | -------------- |
| 1999/00                                                                                  | Милуоки    | 27               | 0                | 13,4             | 28,4             | 21,4             | 75,0             | 0,9              | 2,6              | 0,4              | 0,0              | 2,2              | 4              | 0              | 4,0            | 0,0            | 0,0            | 0,0            | 0,0            | 0,3            | 0,0            | 0,0            | 0,0            |
| 2000/01                                                                                  | Милуоки    | 37               | 2                | 7,8              | 35,7             | 26,7             | 69,2             | 0,8              | 1,8              | 0,4              | 0,0              | 2,1              | 5              | 0              | 1,6            | 0,0            | -              | -              | 0,0            | 0,2            | 0,0            | 0,0            | 0,0            |
| 2001/02                                                                                  | Милуоки    | 50               | 7                | 12,0             | 34,6             | 38,0             | 62,1             | 1,4              | 2,9              | 0,6              | 0,0              | 3,5              | Не участвовал  | Не участвовал  | Не участвовал  | Не участвовал  | Не участвовал  | Не участвовал  | Не участвовал  | Не участвовал  | Не участвовал  | Не участвовал  | Не участвовал  |
| 2002/03                                                                                  | Торонто    | 47               | 4                | 20,9             | 41,5             | 39,2             | 68,5             | 2,3              | 4,1              | 0,8              | 0,3              | 7,8              | Не участвовал  | Не участвовал  | Не участвовал  | Не участвовал  | Не участвовал  | Не участвовал  | Не участвовал  | Не участвовал  | Не участвовал  | Не участвовал  | Не участвовал  |
| 2003/04                                                                                  | Майами     | 82               | 28               | 31,5             | 37,6             | 37,1             | 76,9             | 2,8              | 4,5              | 1,4              | 0,2              | 10,2             | 13             | 0              | 22,7           | 31,9           | 23,1           | 84,0           | 2,2            | 1,7            | 0,4            | 0,1            | 7,0            |
| 2004/05                                                                                  | Торонто    | 80               | 78               | 34,0             | 41,4             | 35,7             | 74,0             | 3,5              | 6,4              | 1,5              | 0,1              | 14,2             | Не участвовал  | Не участвовал  | Не участвовал  | Не участвовал  | Не участвовал  | Не участвовал  | Не участвовал  | Не участвовал  | Не участвовал  | Не участвовал  | Не участвовал  |
| 2005/06                                                                                  | Хьюстон    | 63               | 63               | 38,6             | 37,9             | 32,7             | 69,2             | 4,0              | 6,7              | 1,6              | 0,2              | 12,1             | Не участвовал  | Не участвовал  | Не участвовал  | Не участвовал  | Не участвовал  | Не участвовал  | Не участвовал  | Не участвовал  | Не участвовал  | Не участвовал  | Не участвовал  |
| 2006/07                                                                                  | Хьюстон    | 82               | 82               | 37,1             | 37,5             | 36,3             | 73,4             | 3,4              | 5,4              | 1,6              | 0,1              | 13,3             | 7              | 7              | 44,1           | 33,8           | 32,0           | 76,9           | 6,9            | 5,0            | 1,9            | 0,4            | 10,9           |
| 2007/08                                                                                  | Хьюстон    | 74               | 74               | 34,1             | 39,4             | 35,1             | 71,5             | 3,5              | 5,3              | 1,3              | 0,2              | 13,1             | 4              | 4              | 31,5           | 43,8           | 44,0           | 80,0           | 1,5            | 4,5            | 1,0            | 0,0            | 14,3           |
| 2008/09                                                                                  | Хьюстон    | 48               | 48               | 33,1             | 37,0             | 34,8             | 78,9             | 3,0              | 5,4              | 1,2              | 0,1              | 11,5             | Не участвовал  | Не участвовал  | Не участвовал  | Не участвовал  | Не участвовал  | Не участвовал  | Не участвовал  | Не участвовал  | Не участвовал  | Не участвовал  | Не участвовал  |
| 2008/09                                                                                  | Орландо    | 29               | 28               | 29,5             | 41,3             | 31,7             | 70,7             | 2,9              | 5,1              | 1,8              | 0,1              | 12,0             | 23             | 23             | 32,2           | 38,0           | 31,9           | 75,0           | 2,4            | 4,1            | 1,4            | 0,2            | 12,2           |
| 2009/10                                                                                  | Нью-Джерси | 27               | 13               | 28,4             | 34,3             | 32,2             | 81,5             | 2,8              | 3,9              | 1,0              | 0,2              | 9,7              | Не участвовал  | Не участвовал  | Не участвовал  | Не участвовал  | Не участвовал  | Не участвовал  | Не участвовал  | Не участвовал  | Не участвовал  | Не участвовал  | Не участвовал  |
| 2009/10                                                                                  | Майами     | 25               | 25               | 26,2             | 35,5             | 37,0             | 55,6             | 2,2              | 2,9              | 0,9              | 0,2              | 6,6              | Не участвовал  | Не участвовал  | Не участвовал  | Не участвовал  | Не участвовал  | Не участвовал  | Не участвовал  | Не участвовал  | Не участвовал  | Не участвовал  | Не участвовал  |
|                                                                                          | Всего      | 671              | 452              | 28,9             | 38,3             | 35,4             | 72,9             | 2,8              | 4,8              | 1,2              | 0,2              | 10,1             | 56             | 34             | 26,7           | 36,5           | 31,1           | 76,4           | 2,5            | 3,1            | 1,0            | 0,1            | 9,0            |
| Наведите курсор мыши на аббревиатуры в заголовке таблицы, чтобы прочесть их расшифровку. |            |                  |                  |                  |                  |                  |                  |                  |                  |                  |                  |                  |                |                |                |                |                |                |                |                |                |                |                |

### Статистика в Джи-Лиге
| Сезон                                                                                    | Команда                 | Регулярный сезон | Регулярный сезон | Регулярный сезон | Регулярный сезон | Регулярный сезон | Регулярный сезон | Регулярный сезон | Регулярный сезон | Регулярный сезон | Регулярный сезон | Регулярный сезон | Серия плей-офф | Серия плей-офф | Серия плей-офф | Серия плей-офф | Серия плей-офф | Серия плей-офф | Серия плей-офф | Серия плей-офф | Серия плей-офф | Серия плей-офф | Серия плей-офф |
| Сезон                                                                                    | Команда                 | GP               | GS               | MPG              | FG%              | 3P%              | FT%              | RPG              | APG              | SPG              | BPG              | PPG              | GP             | GS             | MPG            | FG%            | 3P%            | FT%            | RPG            | APG            | SPG            | BPG            | PPG            |
| ---------------------------------------------------------------------------------------- | ----------------------- | ---------------- | ---------------- | ---------------- | ---------------- | ---------------- | ---------------- | ---------------- | ---------------- | ---------------- | ---------------- | ---------------- | -------------- | -------------- | -------------- | -------------- | -------------- | -------------- | -------------- | -------------- | -------------- | -------------- | -------------- |
| 2011/12                                                                                  | Лос-Анджелес Ди-Фендерс | 4                | 0                | 7,8              | 33,3             | 40,0             | 0,0              | 0,8              | 1,5              | 0,3              | 0,0              | 1,5              | Не участвовал  | Не участвовал  | Не участвовал  | Не участвовал  | Не участвовал  | Не участвовал  | Не участвовал  | Не участвовал  | Не участвовал  | Не участвовал  | Не участвовал  |
|                                                                                          | Всего                   | 4                | 0                | 7,8              | 33,3             | 40,0             | 0,0              | 0,8              | 1,5              | 0,3              | 0,0              | 1,5              | Не участвовал  | Не участвовал  | Не участвовал  | Не участвовал  | Не участвовал  | Не участвовал  | Не участвовал  | Не участвовал  | Не участвовал  | Не участвовал  | Не участвовал  |
| Наведите курсор мыши на аббревиатуры в заголовке таблицы, чтобы прочесть их расшифровку. |                         |                  |                  |                  |                  |                  |                  |                  |                  |                  |                  |                  |                |                |                |                |                |                |                |                |                |                |                |

### Статистика в NCAA
| Сезон | Команда      | Conf  | Class | GP | GS | MPG  | FG%  | 3P%  | FT%  | RPG | APG | SPG | BPG | PPG  |
| --- | ------------ | ----- | ----- | -- | -- | ---- | ---- | ---- | ---- | --- | --- | --- | --- | ---- |
| 1997/98 | Фресно Стэйт | WAC   | JR    | 33 |    | 31,2 | 40,1 | 33,7 | 75,8 | 2,2 | 7,3 | 2,1 | 0,4 | 11,0 |
| Всего | Всего        | Всего | Всего | 33 |    | 31,2 | 40,1 | 33,7 | 75,8 | 2,2 | 7,3 | 2,1 | 0,4 | 11,0 |
| Наведите курсор мыши на аббревиатуры в заголовке таблицы, чтобы прочесть их расшифровку Статистика приведена с сайта sports-reference.com |              |       |       |    |    |      |      |      |      |     |     |     |     |      |